# Липецкая епархия
Ли́пецкая епа́рхия — епархия Русской православной церкви, объединяющая приходы и монастыри в юго-восточной части Липецкой области (в границах Липецкого городского округа, Воловского, Грязинского, Добринского, Добровского, Задонского, Липецкого, Тербунского, Усманского, Хлевенского районов). Входит в состав Липецкой митрополии.

## История
В 1918 году епископ Тамбовский Зиновий (Дроздов) обратился к патриарху Тихону с докладом, в котором просил учредить в Тамбовской епархии два новых полусамостоятельных викариатства — Липецкое и Сасовское. Липецкое викариатство было учреждено в 1926 году. Викарная епархия включала приходы Липецкого, Боринского, Нижне-Студенецкого, Краснинского, Лебедянского и Трубетчинского районов.
12 марта 1934 года согласно принятому «Положению об областных Преосвященных», архиереям ряда областей, в том числе архиепископу Воронежскому Захарии (Лобову) как управляющему приходами Центрально-Чернозёмной области, были предоставлены полномочия областного архиерея, а существовавшие в его области полусамостоятельные Елецкую и Липецкую епископии было решено преобразовать в самостоятельные епархии в общем ведении областного архиерея.
В 2003 году решением Священного синода была образована Липецкая епархия, территория которой была выделена из Воронежской епархии (исторически районы образованной епархии входили в Воронежскую, Тамбовскую, Рязанскую и Орловскую епархии).
На конец 2007 года в составе епархии находилось 185 приходов и 8 монастырей; 247 священнослужителей (205 священников, 42 диакона).
29 мая 2013 года решением Священного синода из состава Липецкой епархии была выделена Елецкая с включением обеих епархий в состав новообразованной Липецкой митрополии.

## Архипастыри
Липецкое викариатство Тамбовской епархии
- Уар (Шмарин) (20 августа 1926 — 3 августа 1935)
- Серафим (Протопопов) (3 августа — 24 сентября 1935) в/у, еп. Великолуцкий
- Александр (Торопов) (24 сентября 1935 — 20 февраля 1936)

Самостоятельная епархия
- Никон (Васин) (7 мая 2003 — 9 июля 2019) до 26 декабря 2003 — в/у, еп. Задонский
- Арсений (Епифанов) (с 9 июля 2019)

## Благочиния
Епархия разделена на 10 церковных округов. По состоянию на октябрь 2022 года:
- Грязинское благочиние
- Добринское благочиние
- Добровское благочиние
- Задонское благочиние
- 1-й Липецкое благочиние
- 2-й Липецкое благочиние
- Тербунское благочиние
- Усманское благочиние
- Хлевенское благочиние

## Монастыри
- Задонский Рождество-Богородицкий монастырь (мужской; город Задонск. Святыни обители: святые мощи святителя Тихона Задонского, мощи местночтимых Задонских подвижников благочестия, святой источник.
- Свято-Успенский Липецкий монастырь (мужской; Липецк) Наместника — игумен Зинон (Романенко). Историческое название обители — Поройская пустынь, известен с XII века. Источник на месте явления местночтимой иконы Божией Матери «Живоносный Источник» известен с 1705 года.
- Богородице-Тихоновский женский монастырь (Задонск). Настоятельница монахиня Арсения (Семёнова). Святой источник в Тюнинском монастыре был вырыт самим святителем Тихоном Задонским.
- Свято-Тихоновский Преображенский епархиальный женский монастырь, город Задонск. Настоятельница монахиня Зинона (Деева). Святыня монастыря — келья святителя Тихона; при обители находится источник святителя Тихона Задонского, наиболее почитаемый из источников Липецкой епархии.
- Благовещенский монастырь (женский; село Ожога, Воловского района) Монашеская община при храме Благовещения в селе Ожога созидалась трудами старца схиархимандрита Серафима (в миру В. И. Мирчук, +11.01.2005) с 1978 года; монастырь зарегистрирован по решению Священного Синода от 16.06.2005. Настоятельница монахиня Серафима (Селитренникова).

недействующие
- Усманский Софийский монастырь (женский; Усмань)
- Белоколодский Спасо-Преображенский монастырь

## Учебные заведения
- Православная гимназия им. прп. Амвросия Оптинского в г. Липецке. Директор — Щурко Марина Сергеевна.
- При 56 храмах епархии действуют воскресные школы.
- Православные объединения и организации:
- Православный Духовно-Просветительский Центр «Возрождение». В рамках центра «Возрождение» действует клуб «Фома», руководитель — доцент ЛГПУ Н. Я. Безбородова.
- Православный молодёжный культурный центр «Экклезиаст», г. Липецк, ул. Ушинского, 1. Руководитель — протоиерей Димитрий Струев.
- При Областной библиотеке действует Духовный Центр «Преображение»; от епархии деятельность Центра курирует заместитель руководителя ПДЦ «Возрождение» доцент ЛГПУ Е. Ю. Санкевич.

## СМИ
Газеты:
- Липецкие епархиальные ведомости;
- Усмань Православная;
- Успенский Вестник (г. Усмань);
- Православный Раненбург (г. Чаплыгин);
- Лебедянская звонница;
- Задонский благовестник;
- Задонский паломник.
- Добрый кормчий (пгт. Добринка)
- Донской благовест (с. Донское) http://www.hram-bogoyavleniya.ru/index.php/2012-03-15-13-15-29